# Commonwealth Games 2022/Teilnehmer (Montserrat)
| Gelbes Symbol für Goldmedaillen mit stilisierten Olympischen Ringen | Graues Symbol für Silbermedaillen mit stilisierten Olympischen Ringen | Braundes Symbol für Bronzemedaillen mit stilisierten Olympischen Ringen |
| ------------------------------------------------------------------- | --------------------------------------------------------------------- | ----------------------------------------------------------------------- |
| —                                                                   | —                                                                     | —                                                                       |

Montserrat nahm mit 5 Athleten (fünf Männer) an den Commonwealth Games 2022 teil. Es war die insgesamt achte Teilnahme an Commonwealth Games.

## Teilnehmer nach Sportarten

### Leichtathletik
| Athleten                                                 | Wettbewerb          | 1. Runde | 1. Runde | Halbfinale    | Halbfinale    | Finale        | Finale        | Rang |
| Athleten                                                 | Wettbewerb          | Zeit     | Rang     | Zeit          | Rang          | Zeit          | Rang          | Rang |
| -------------------------------------------------------- | ------------------- | -------- | -------- | ------------- | ------------- | ------------- | ------------- | ---- |
| Tevique Benjamin                                         | 100 m               | 11,06 s  | 6        | ausgeschieden | ausgeschieden | ausgeschieden | ausgeschieden | 61   |
| Johmari Lee                                              | 100 m               | 11,03 s  | 6        | ausgeschieden | ausgeschieden | ausgeschieden | ausgeschieden | 60   |
| Julius Morris                                            | 100 m               | 10,56 s  | 4        | ausgeschieden | ausgeschieden | ausgeschieden | ausgeschieden | 39   |
| Julius Morris                                            | 200 m               | 21,57 s  | 7        | ausgeschieden | ausgeschieden | ausgeschieden | ausgeschieden | 34   |
| Sanjay Weekes                                            | 200 m               | 23,50 s  | 7        | ausgeschieden | ausgeschieden | ausgeschieden | ausgeschieden | 55   |
| Deshawn Wilkins                                          | 200 m               | 23,12 s  | 7        | ausgeschieden | ausgeschieden | ausgeschieden | ausgeschieden | 53   |
| Johmari Lee Julius Morris Sanjay Weekes Tevique Benjamin | 4 × 100 m – Staffel | 41,47 s  | 6        | ausgeschieden | ausgeschieden | ausgeschieden | ausgeschieden | 11   |